# الحديقة الغدامسية (رواية)
الحديقة الغدامسية هى مخطوطة صوفية للشيخ بلخير الغدامسي (1862- 1954م) يقدمها المؤلف موسى إبراهيم في سردية تراثية استغرقت 21 عاماً من الجهد العلمي والمثابرة الدقيقة. 

## الفهرس
- عتبة الحديقة.
- زمن الغيبة.
- المواسم.
- زمن الخلافة.
- الرسالة الربانية في أول عمار غدامس البهية.
- السيرة الرحمانية.
- شيوخ موسى.